# Войцех Богуславський

Меморіальна дошка В.Богуславському на палаці Любомирських Дубенського замку

Во́йцех Ромуальд Богусла́вський (пол. Wojciech Romuald Bogusławski; *9 квітня 1757 — †23 липня 1829) — польський театральний діяч, актор, режисер, драматург, педагог, оперний співак (бас), «батько польського театру».
Театральну діяльність почав у 1778 році. З 1783 року — директор Національного театру. За ініціативою Богуславського створені театри у Львові (1781), Любліні, Познані, сприяв зародженню театрального життя у Гродно та Дубно.
Богуславський — автор оперних лібретто, перекладів. Найкраща з його музичних комедій — «Краківці та горці» (1794) — досі входить в репертуар театрів. Богуславський — організатор першої драматичної школи у Варшаві (1811).